# Jekatyerina Mihajlovna Dolgorukova
Jekatyerina Mihajlovna Dolgorukova hercegnő, férjezett Jekatyerina Mihajlovna Jurjevszkaja hercegnő (oroszul: Княжна Екатерина Михаиловна Долгорукова, Княгиня Юрьевская; Moszkva, 1847. november 2./14. – Nizza, 1922. február 15.) orosz nemes, morganatikus házassága révén Jurjevszkaja hercegnő. II. Sándor orosz cár szeretője és második felesége.

## Élete

### Származása és fiatalkora
Jekatyerina Mihajlovna hercegnő 1847 novemberében született Mihail Mihajlovics Dolgorukov herceg és Vera Gavrilovna Visnyevszkaja leányaként. Családja, a Dolgorukov família egyike volt az Orosz Birodalom ősi nemesi családjainak, és egészen a 17. század elejéig jelentős szerepet játszottak az ország történelmében. A család azután hanyatlásnak indult, fokozatosan elszegényedett. Mihail Mihajlovics herceg halála után Jekatyerina Mihajlovna és nővére állami gondozásba kerültek, ami annyit tett, hogy mindkettőjük a szentpétervári Szmolnij Intézetbe került. Az Intézetet a jó családból származó leányok számára tartották fenn; Jekatyerina hercegnő és testvére neveltetését a cári család állta. Az uralkodóház kötelességének tartotta a pénz nélküli arisztokrata leányok gyámságát, maga Marija Alekszandrovna cárné és hesseni hercegnő is rendszeres látogatásokat tett az Intézetben.
1864-ben az uralkodó, II. Sándor cár hivatalos látogatást tett a Szmolnij Intézetben, átvállalva betegeskedő felesége feladatát. A cár felfigyelt Jekatyerina Mihajlovnára, látogatásai az Intézetben megszaporodtak. Ekkora már a cári pár házassága teljesen tönkrement, amit csak tetézett legidősebb fiuk, Nyikolaj Alekszandrovics cárevics 1865-ben bekövetkezett halála. Mikor 1865-ben, befejezvén tanulmányait, Jekatyerina Dolgorukova elhagyta a Szmolnij Intézetet. A cár elérte, hogy a hercegnőt felvegyék felesége udvarhölgyei közé, és arra kérte, legyen a szeretője. Jekatyerina Mihajlovna viszont elutasította II. Sándort, hallgatva édesanyja és a Szmolnijt vezető igazgatóasszony tanácsára. 1866 júliusában, Vera Gavrilovna Dolgorukova hercegné halálát és egy, az uralkodó elleni merényletet követően Jekatyerina hercegnő engedett a cár óhajának.

### Kapcsolata a cárral

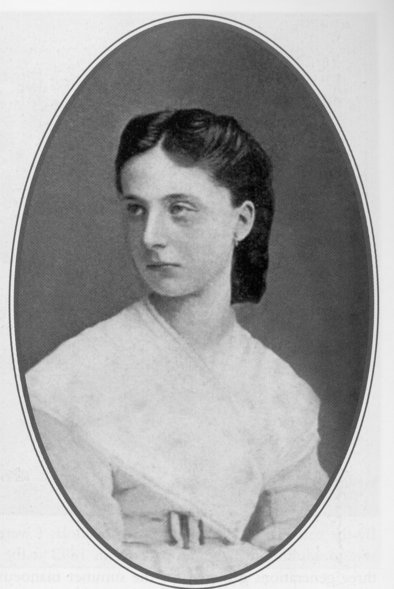
Jekatyerina Mihajlovna Dolgorukova

Jekatyerina Mihajlovna és a cár viszonya „nyílt titoknak” számított. A cár azt tervezte, hogy feleségül veszi „Katyát”, azonban ebbe sem a cárné, sem a cár gyermekei nem voltak hajlandóak beleegyezni. Az uralkodó a Téli Palotához közel, az Angol rakparton a hercegnő rendelkezésére bocsátott egy palotát, amely ettől kezdve Dolgorukova hercegnő első otthonává vált. A hercegnő emellett számos házzal rendelkezett a fővárosban, s felváltva lakott ezekben. Az uralkodóval hetente többször személyesen is találkozott, élénk és szenvedélyes levelezést folytattak. Az uralkodó és Jekatyerina Mihajlovna kapcsolata botrányok sorozatát keltette a cári udvarban és a cári családon belül egyaránt. Jekatyerina Mihajlovna liberális eszméi nagy hatással bírtak II. Sándorra, ezt pedig a cári udvartartás több konzervatívabb személye is kifogásolta. A cár gyermekei és távolabbi rokonai lekezelően bántak Jekatyerina Dolgorukovával. II. Sándor és Marija Alekszandrovna utódjai mind a cárné mellé álltak, II. Sándor és Alekszandr Alekszandrovics trónörökös között többször is heves viták robbantak ki Dolgorukova miatt.
1880-ban II. Sándor beköltöztette szeretőjét és törvénytelen gyermekeit a Téli Palota egyik szárnyába. Marija Alekszandrovna cárné ekkor már haldoklott, halála előtt behívatta magához férje illegitim utódjait, megcsókolta és megáldotta őket. A cárné 1880. június 8-án hunyt el, az uralkodó pedig pár napon belül bejelentette, hogy nőül óhajtja venni Jekatyerina Mihajlovnát. 1880. július 6-án Carszkoje Szelóban tartották meg az esküvőt, házasságuk azonban morganatikus volt több okból is. Az orosz ortodox egyház nem egyezett bele a frigybe, illetve I. Pál cár törvénye értelmében a cári család tagjai csak uralkodóház sarjával köthetnek házasságot, és ez a feltétel nem teljesült Dolgorukova hercegnő esetében. A cár hercegi ranggal legitimizálta szeretőjétől származó gyermekeit, akik ellenben még így sem rendelkeztek igénnyel az orosz trónra. Az állampolgárok legtöbbjének nem tetszett az uralkodó új kapcsolata, a cári család többi tagja továbbra sem vett tudomást Jekatyerina Mihajlovnáról; illetve a cár Marija Alekszandrovna cárnétól született gyermekei elidegenedtek az apjuktól, és látványosan ápolták édesanyjuk emlékét. Mivel az egyház nem támogatta a házasságot, Dolgorukova hercegnőből nem lehetett cárné sem. Bármennyire is óhajtotta Jekatyerina Mihajlovna a cárnéi koronát, be kellett érnie a „Jurjevszkaja hercegnő” címmel, melyet nemcsak ő, de gyermekei is megkaptak 1880. december 5-én.
1881. március 13-án a cár hintójára bombát dobtak. A robbanás összeroncsolta az uralkodó alsó testrészét, és rövid szenvedés után meghalt. Sírjába Jekatyerina Mihajlovna egy hajfürtjét is beletették, ugyanakkor Jurjevszkaja hercegnő és gyermekei nem vehettek részt a temetésen, melyen csak a cári család által meghívottak jelenhettek meg. A hercegnő elköltözött a Téli Palotából, hogy három életben maradt gyermekével csendesen, saját rezidenciáiban éljen. Később Párizsban, majd a francia Riviérán telepedett le.

#### Gyermekei
Jekatyerina Mihajlovna és II. Sándor cár tizennégy éven át tartó szenvedélyes viszonyából négy gyermek született, akik mind a hercegi titulus birtokosai voltak:
- Georgij Alekszandrovics Jurjevszkij (1872. május 12. – 1913. szeptember 13.), Alexandra von Zarnekau grófnőt vette el
- Olga Alekszandrovna Jurjevszkaja (1874. november 7. – 1925. augusztus 10.), György Miklós merenbergi gróf neje
- Borisz Alekszandrovics Jurjevszkij (1876. február 23. – 1876. április 11.), csecsemőként elhalálozott
- Jekatyerina Alekszandrovna Jurjevszkaja (1878. február 9. – 1959. december 22.), előbb Alekszandr Vlagyimirovics Barjatinszkij herceg, majd Szergej Platonovics Obolenszkij herceg felesége.

### Özvegysége és halála
Franciaországban Jekatyerina Mihajlovna igazi nagyvilági életet élt, rengeteget költött ruhákra és bálokra, hatalmas háztartást vezetett, és több autót is fenntartott. Az életszínvonalhoz szükséges fedezetet férje végrendelete biztosította számára, abban ugyanis II. Sándor kikötötte, hogy a mindenkori orosz cárnak évi több millió rubel életjáradékot kell folyósítania özvegyének. Jurjevszkaja hercegnő kapcsolata a cári családdal nem szakadt meg teljesen; 1895-ben például Jekatyerina Mihajlovna megkérte II. Miklós cárt, hogy adjon valamilyen rangot György Miklós merenbergi grófnak, mivel Olga Alekszandrovna hercegnő házassága rangon alulinak számított. A kérést ugyan az uralkodó elutasította, de szemet hunyt öccse, Georgij Alekszandrovics cárevics Jekatyerina Mihajlovnához való közeledési kísérlete fölött. Georgij nagyherceg betegségét használta ürügyül arra, hogy felkereshesse Jurjevszkaja hercegnőt a Riviérán; a kialakulóban lévő kapcsolat közöttük megszakadt a nagyherceg 1899-es halálával. Jekatyerina Jurjevszkaja egyetlen, felnőttkort megélő fia, Georgij Alekszandrovics az Orosz Haditengerészetnél szolgált, és ő kapta meg édesanyja szentpétervári palotáit is.
Az 1917-ben kitört orosz forradalom, mely a cári rendszer bukásához vezetett, megfosztotta Jekatyerina Dolgorukovát rendszeres jövedelmétől. A hercegnő elszegényedve halt meg Nizzában, 1922. február 15-én. Életéről két filmet is forgattak, először 1938-ban, majd 1959-ben; mindkettő a Kátya címet viselte, mely utóbbiban Romy Schneider játssza Jekatyerinát. Mind a két film sikertelennek bizonyult, de leginkább az 1938-as Kátya nem aratott osztatlan sikert. Romy Schneider neve ugyan jó reklám volt, de az 1959-es film sem lett közönségkedvenc.

## Külső hivatkozások
- Életrajzi cikk (angolul)
- Képek, érdekességek Archiválva 2008. január 29-i dátummal a Wayback Machine-ben (angolul)
- Életrajzi adatok